# Kylinxia
Kylinxia je rod vyhynulého mořského členovce. Jediný známý zástupce tohoto rodu Kylinxia zhangi žil téměř před 520 miliony lety v období kambria. Byl popsán na začátku 20. let 21. století a poměrně detailní znalost o něm přinesla mnoho poznání do oblasti evoluce z dob, o kterých má věda velmi málo informací.

## Objevení a popis

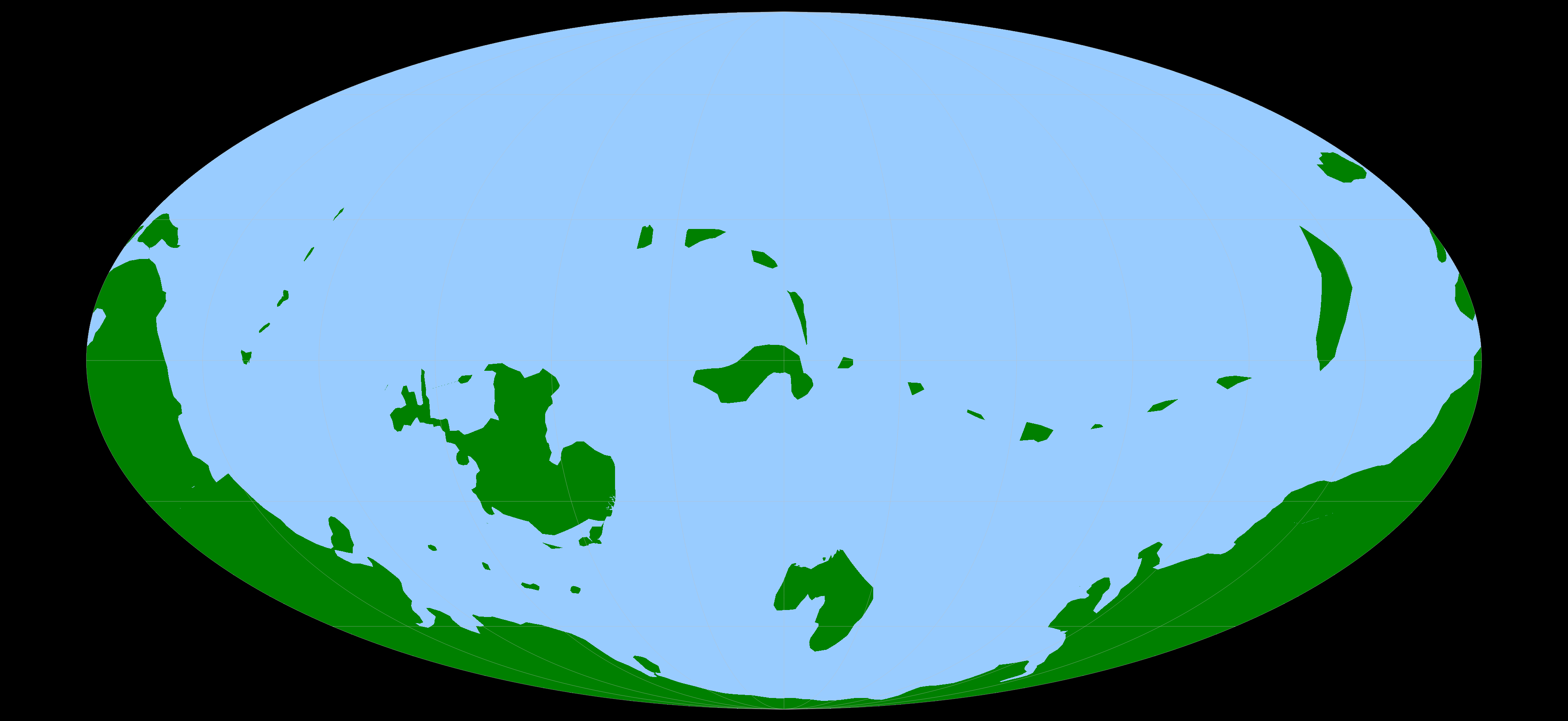
Rekonstrukce globální mapy z období cca před 518 miliony let, kdy žila kylinxia

Fosílie byla objevena týmem vědců v oblasti Če-ťiang v jižní Číně, která je proslulá četnými nálezy právě z období kambria. Hlavním autorem objevu byl Robert O'Flynn. Nálezem se otevřela cesta prozkoumat evoluci v tomto historickém období vývoje života na Zemi, ke které bylo dosud poměrně málo poznatků. Těla živočichů stavěná tehdy převážně z měkkých tkání se totiž většinou dochovala jen ve formě obtisků. Tento nález byl ale mimořádně zachovalý a vědci ho tak mohli podrobit zkoumání například počítačovým tomografem, čimž se jim podařilo získat poměrně dobrý obraz měkkých tkání tvora. Svoji práci publikovali v srpnu 2023 v časopise Current Biology.
Hlava tvora měla šest segmentů. První segment nesl tři oči, druhý dvě chápavé končetiny a další čtyři segmenty nesly každý pár kloubních přívěsků. Šest článků mají i další současní členovci. V tomto aspektu podobný hmyz se například objevil až 150 milionů let po kylinxii, což vědcům otevírá velký prostor k poznání evolučních kroků, které ke hmyzu vedly. Opravili si tak současné teorie, které spíše předpokládaly menší počet článků u raných předchůdců současných členovců.